# 绮想轮旋曲

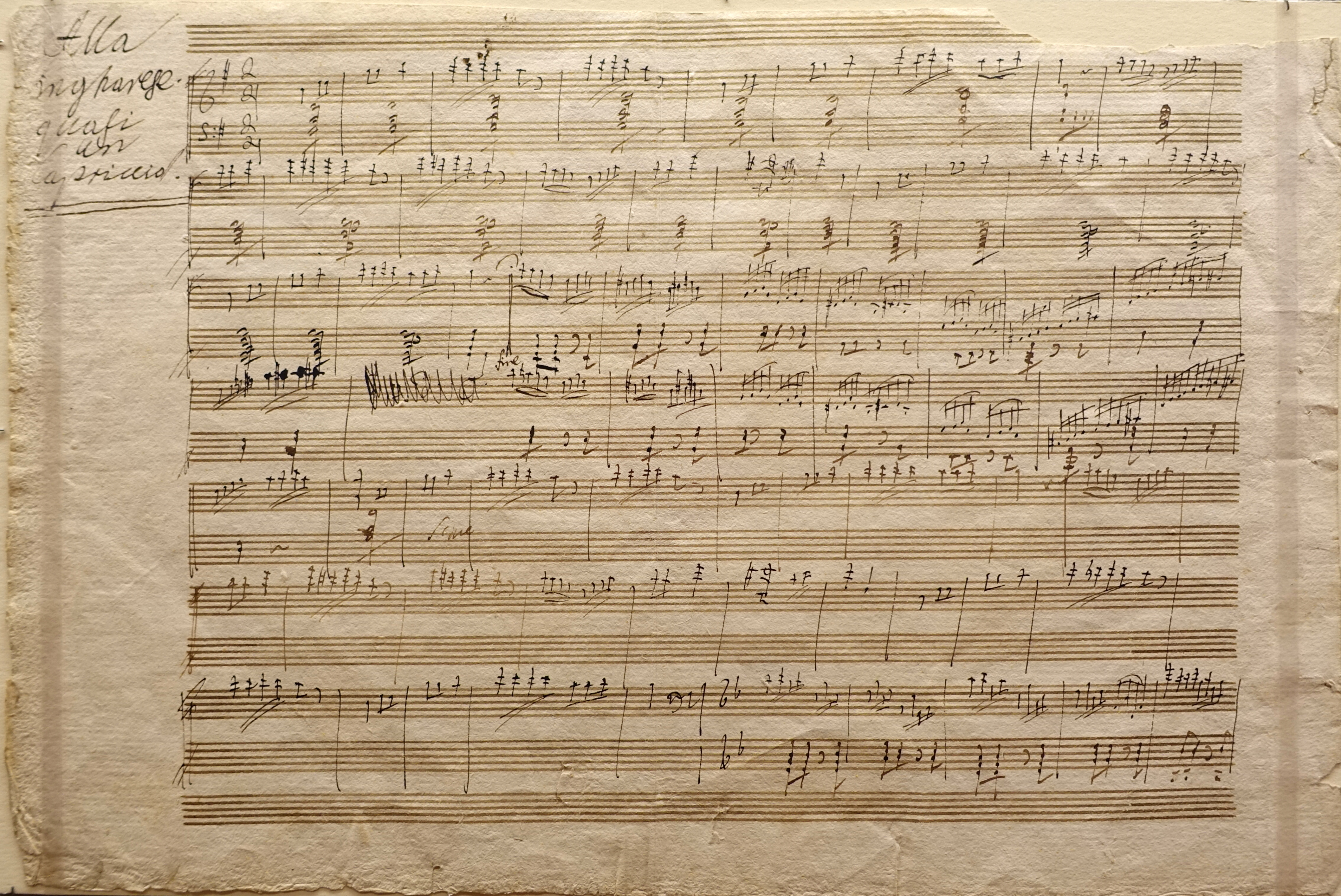
《绮想轮旋曲》手稿

《绮想轮旋曲》（義大利語：Rondo Alla ingharese quasi un capriccio），作品編號129（遺作），G大调，是德国音乐家路德维希·凡·贝多芬的钢琴迴旋曲。作品以《弄丟一分钱的愤怒》（英語：Rage Over a Lost Penny, Vented in a Caprice）廣為人知。这部作品创作始于1795年，但贝多芬直到去世都没有完成作品，最終是由安东·迪亚贝利出版。該標題曾出現於親筆手稿，但並非出自貝多芬，而是由迪亚贝利創作。作品深受觀眾喜愛，並經常被鋼琴家彈奏以展示琴技。

## 簡介
雖然其作品編號較後，但作品的創作可追溯到1795年至1798年間。貝多芬於生前並未完成，亦沒有發佈此曲，但最後作品在迪亚贝利自行完成作品後，於1828年1月出版以掩蓋曲目本身未完成的事實。作品演奏時間約5至6分鐘，速度為活躍的快板（Allegro vivace）。
在意大利文的標題中出現「Alla ingharese」這個有趣的指示，但標準意大利文中並沒有如「ingharese」的詞語。因為對跟貝多芬同一時期的人民而言，吉普賽音樂（Gypsy music）和匈牙利音樂為同義詞。貝多芬本人亦將「alla zingarese」和「all'ungherese」合併，而得出這個怪誕的混合指示。
羅伯特·舒曼在談及此曲時表示：「很難尋找到比這種突發奇想更令人快樂的事⋯⋯這是最親切和最無害的憤怒，就像該人無法脫鞋子一樣。」並引用本作為展現貝多芬世俗的一面，以此反對為作曲家的超凡形象而興高采烈的人。

## 歷史
作品手稿最初的擁有人為迪亚贝利的合夥人卡爾·安東·斯皮納（Carl Anton Spina），他在1827年11月5日於維也納舉行的貝多芬遺物拍賣會購買了幾張包括這曲目在內，作曲家遺留的手稿。但手稿的下一次出現則在1945年的美國羅德島州，在尤金·艾倫·諾布爾太太（Mrs. Eugene Allen Noble of Providence, R. I.）擁有的私人收藏中被發現，作品亦在1950年由奧托·馮·伊默（Otto von Irmer）再出版。其後，手稿轉折到當時的雷曼兄弟行政總裁罗伯特·雷曼手中。目前，原稿藏於摩根圖書館與博物館。